# Lloyd Banks
Christopher Charles Lloyd, beter bekend als Lloyd Banks (Baltimore (Maryland), 30 april 1982) is een Amerikaanse rapper. Hij is samen met 50 Cent, Tony Yayo en Young Buck onderdeel van de rapgroep G-Unit. In 2003 zette Lloyd Banks zich in de schijnwerpers met het G-Unit debuutalbum Beg for Mercy, en in 2004 brak hij verder door met zijn solodebuutalbum The Hunger for More.

## Biografie

### Jeugd
Op 30 april 1982 kwam Christopher Lloyd, beter bekend als Lloyd Banks, ter wereld in Queens, New York. Hij groeide net als 50 Cent op in de Jamaica-buurt in Queens, New York. Zijn ouders waren jong, en vaak afwezig (zijn vader zat vaak opgesloten), en het was aan Lloyd Banks om zich te ontfermen over zijn jongere broers en zussen.
Banks begon op jonge leeftijd al met dichten en rappen, en toen zijn raps enigszins vorm aan gingen nemen, begon hij met rappen op straat. Hij werd fanatieker na positieve reacties, en werd een bekend fenomeen in zijn buurt. Hij nam veel deel aan 'freestyle-battles', en zo ontmoette hij 50 Cent en Tony Yayo, die in dezelfde buurt woonden.
Banks ging naar de 'August Martin High School', maar zelfs tijdens de lessen was hij bezig met het schrijven van tekst voor zijn nummers. Hij hield het mede daarom niet vol en stopte met school op 15-jarige leeftijd.
Terwijl 50 Cent en Tony Yayo optredens gaven in de buurt, bleef Banks thuis achter, mede vanwege zijn leeftijd en gebrek aan ervaring. Hij had daarom de tijd om zich te storten op het rappen op straat. Banks ontmoette een aantal producers, die hij zo ver kreeg dat ze hem zouden helpen met een aantal mixtapes. Zo kreeg Lloyd Banks een sterke reputatie in de undergroundscene van New York.

### Doorbraak
Bij het ontstaan van G-Unit hadden alle rappers beloofd om in het geval van doorbraak de andere rappers mee te sleuren in het succes. 50 Cent brak in 2003, met behulp van Dr. Dre en Eminem definitief door met zijn debuutalbum Get Rich or Die Tryin', en hij hield zich aan zijn afspraak. Na het succes van 50 Cents album werd hij beloond met zijn eigen label, G-Unit Records, en hij tekende meteen Lloyd Banks, Tony Yayo en Young Buck. Eind 2003 kwam het debuutalbum van G-Unit uit, genaamd Beg for Mercy, wat eveneens een succes werd. De single "Smile' was een promotie voor het debuutalbum van Lloyd Banks, dat in 2004 uit zou komen.

### The Hunger for More
Op 29 juni 2004 kwam het langverwachte debuutalbum van Lloyd Banks uit, genaamd The Hunger for More. Het album verkocht 433.000 platen in de 1e week, waarmee hij op #1 binnenkwam in de Billboard 200. In totaal verkocht het album ongeveer 2 miljoen platen in de VS, en 4 miljoen wereldwijd. De eerste single 'On Fire' werd een internationale hit. Ook 'I'm So Fly' en 'Karma' presteerden redelijk tot goed, het nummer i'm So Fly werd een hit bij de hiphop liefhebbers.

### The Big Withdraw
Het tweede album van Lloyd Banks zou 'The Big Withdraw' heten en zou begin 2006 uitkomen. Het verhaal wil dat Banks de CD voordat hij uitkwam had laten liggen in het huis van een vrouw, met wie hij net een trio had gedaan. De vrouw was naar een DJ gestapt met de plaat, die hem als mixtape uitbracht, waardoor het voor Banks onmogelijk werd om de plaat nog als album uit te brengen.

### Rotten Apple
Lloyd Banks was gedwongen om te beginnen aan een heel nieuw album. In oktober 2006 verscheen het onder de naam 'Rotten Apple'. Het album was een teleurstelling in vergelijking met zijn debuutalbum, verkocht 143.000 platen de eerste week, en piekte op #3 in de Billboard 200. Ook de singles 'Hands Up', 'Help', 'The Cake' en 'Iceman' wisten niet of nauwelijks succes te boeken.

## Discografie

### Albums
- 2004: "The Hunger for More"
- 2006: "Rotten Apple"
- 2010: "H.F.M. 2 (The Hunger for More 2)"

### Mixtapes
- 2003: "Money In The Bank"
- 2003: "Mo' Money In The Bank"
- 2004: "Cashing In"
- 2006: "Gang Green Season Starts Now"
- 2006: "Gang Green Season Continues (The Final Chapter)"
- 2008: "Return Of The P.L.K."
- 2008: "Halloween Havoc"
- 2009: "The Cold Corner"
- 2009: "4-30-09"
- 2009: "V.5"
- 2011: "The Cold Corner 2"
- 2012: "V.6: The Gift"
- 2013: "All Or Nothing: Failure's No Option"
- 2015: "Halloween Havoc 2"
- 2016: "All Or Nothing: Live It Up"
- 2016: "Halloween Havoc 3: Four Days Of Fury"

### Singles
The Hunger for More
- "On Fire" (ft. 50 Cent)
- "I'm So Fly"
- "Karma" (ft. Avant)

Rotten Apple
- "The Cake" (ft. 50 Cent)
- "Hands Up" (ft. 50 Cent)
- "Help" (ft. Keri Hilson)

H.F.M. 2 (The Hunger for More 2)
- "Beamer, Benz or Bentley" (ft. Juelz Santana)
- "Any Girl" (ft. Lloyd)
- "Start It Up" (ft. Swizz Beatz, Kanye West, Ryan Leslie & Fabolous)
- "I Don't Deserve You" (ft. Jeremih)